# Colin Clark
Colin Clark (Londra, 2 novembre 1905 – 4 settembre 1989) è stato un economista inglese.
È considerato uno dei maggiori teorici dello sviluppo economico.

## Biografia
Dopo essersi  laureato in chimica a Oxford nel 1928, sviluppa un notevole interesse per la statistica e per l'economia. Grazie alle sue doti di  statistico diventa assistente ricercatore, alla London School of Economics, dell'economista William Henry Beveridge (1879-1963), l'ispiratore del sistema di sicurezza sociale britannico, per alcuni studi sulla povertà.
Ha formulato la legge per lo sviluppo economico secondo la quale il processo di sviluppo si manifesterebbe attraverso il successivo prevalere dell'agricoltura, dell'industria, dei servizi. Con i suoi primi lavori ha precorso le rilevazioni di contabilità nazionali poi effettuate sistematicamente dai governi. Ha proposto una riconsiderazione dei fondamenti dello stato sociale (welfare state).

## Opere
- Il reddito nazionale, 1924-31
- Reddito nazionale e spesa, 1937
- Le condizioni del progresso economico, 1940
- Benessere e imposizione fiscale, 1954
- Il mito dello sviluppo economico, 1961
- Crescita della popolazione e uso del territorio, 1967